# دیوید اوهارا
دیوید اوهارا (انگلیسی: David O'Hara؛ زادهٔ ۹ ژوئیهٔ ۱۹۶۵) یک هنرپیشه اهل اسکاتلند است. وی از سال ۱۹۸۴ میلادی تاکنون مشغول فعالیت بوده‌است.
از فیلم‌ها یا برنامه‌های تلویزیونی که وی در آن نقش داشته‌است می‌توان به تحت تعقیب، هری پاتر و یادگاران مرگ - قسمت اول، شجاع‌دل، رفتگان، هتل رواندا، تریستان و ایزولد، متعلق به شیطان، به من برس، روز رستاخیز، ساخته‌شده، فرزند مادری، لینک و مجموعه تودورها اشاره کرد.